# RAVAK
RAVAK a.s. je česká akciová společnost vyrábějící vybavení koupelen. RAVAK vyrábí koupelnové koncepty, umyvadla, sprchové kouty, vany, vanové zástěny, sprchové dveře, koupelnový nábytek, baterie, vaničky, vpusti, odtokové žlaby i čisticí prostředky. V České republice firma provozuje ještě strojírnu v Rožmitále pod Třemšínem zabývající se výrobou zemědělských strojů a vlastní galvanovnu v Příbrami jako součást výroby sanitárních výrobků.
Společnost provozuje dceřiné společnosti v dalších 15 zemích Evropy a Asie a vyváží zboží do více než 50 států. Počet zaměstnanců firmy v České republice je téměř 500 osob.

## Historie
Společnost Ravak založil v roce 1991 Jindřich Vařeka st. (1928–2018) a Jiří Kreysa. Rodinná firma se v roce 1997 stala akciovou společností. V názvu firmy se kloubí jména zakladatelů, rodiny Vařekových a Kreysových, které firmu stále aktivně řídí.
Původně výrobní sortiment firmy tvořily sprchové kouty a sprchové vaničky v licenci francouzského výrobce. V roce 1993 začala firma investovat do vlastního vývoje a o rok později představila vlastní sprchové kouty. Od roku 1996 firma expandovala do zahraničí, zejména do Evropy, Asie a Afriky. V roce 1997 firma rozšířila výrobu o nové řady sprchových koutů, o rok později začala vyrábět akrylátové vany.
Od roku 2000 firma spolupracuje s rakouskou firmou Design Storz a od 2004 s českým designerem Kryštofem Nosálem. Poté začal Ravak investovat do vývoje vlastních originálních řešení a začal se profilovat zejména přes koupelnové koncepty, které představují vybavení celé koupelny. Od roku 2014 se Ravak orientuje i na luxusnější segment. V roce 2021 Ravak navázal spolupráci s dalšími českými designéry - Vrtiškou a Žákem, kteří zvítězili v kategorii Designér roku – Ceny Ministerstva kultury ČR a stali se také Grand Designéry roku 2021, pro Ravak vyvinuli kolekci umyvadel Yard.

### Oleo Chemical
V roce 2008 Ravak poskytl půjčku 160 milionů společnosti Oleo Chemical na projekt výstavby linky pro výrobu biopaliv druhé generace z kafilátu. Výstavba linky však nebyla bez problémů a prodražovala se. Nástup výroby byl pomalý a dodávky odběratelům vázly. Ravak projektu poskytl další půjčku ve výši 100 milionů korun. Když z projektu v roce 2011 vystoupila banka s UniCredit, která jej financovala, poskytl Ravak ještě další půjčku ve výši 300 milionů korun. Ani to však firmu nezachránilo a statutární orgány ji poslaly do insolvence s návrhem na reorganizaci. Firma Ravak nikdy nedostala peníze zpět a její majitelé tvrdili, že se stali obětí podvodu. Protistrana tvrdila, že cílem Jindřicha Vařeky st. a jeho partnerů bylo převzetí Oleo Chemical. V květnu 2011 byli manažeři společnosti zvoleni do orgánů společnosti Oleo Chemical, Jindřich Vařeka st. se stal členem představenstva a Jiří Kreysa předsedou dozorčí rady.
V roce 2018 zemřel jeden ze zakladatelů společnosti Jindřich Vařeka st. (1928–2018). Jeho pozici ve firmě zastoupil jeho syn Jindřich Vařeka ml. (* 1959), který se vzdal pozice starosty města Příbram. Po smrti Jindřicha Vařeky st. se však zájmy obou rodin začaly výrazně rozcházet, což vedlo k úpravě vlastnických podílů.

## Ocenění
Produkty a firma RAVAK obdržely ocenění v řadě soutěží. Díky spolupráci s designérem Kryštofem Nosálem firma v posledních letech získala některá prestižní ocenění v oblasti designu. Nosál byl v roce 2013 za koupelnové koncepty pro RAVAK nominován v soutěži Czech Grand Design v kategorii Designer roku a stejně tak i samotná firma v kategorii Výrobce roku v letech 2013 a 2015. Jeden z koupelnových konceptů získal v roce 2015 Mezinárodní cenu odborníků Red Dot Design Award za excelentní design a v roce 2016 stejná koupelna získala i cenu iF Design Award.

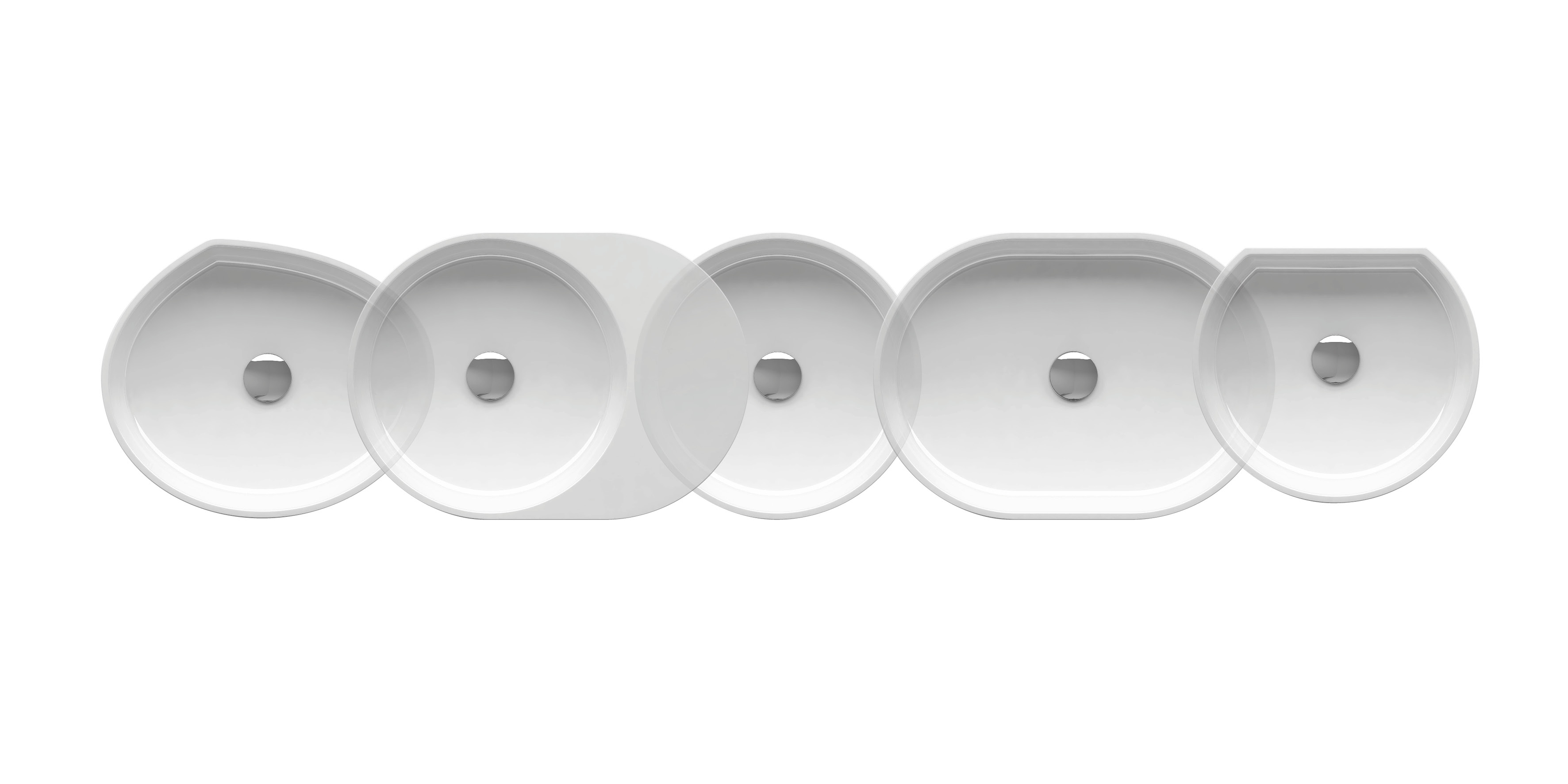
Umyvadla Moon

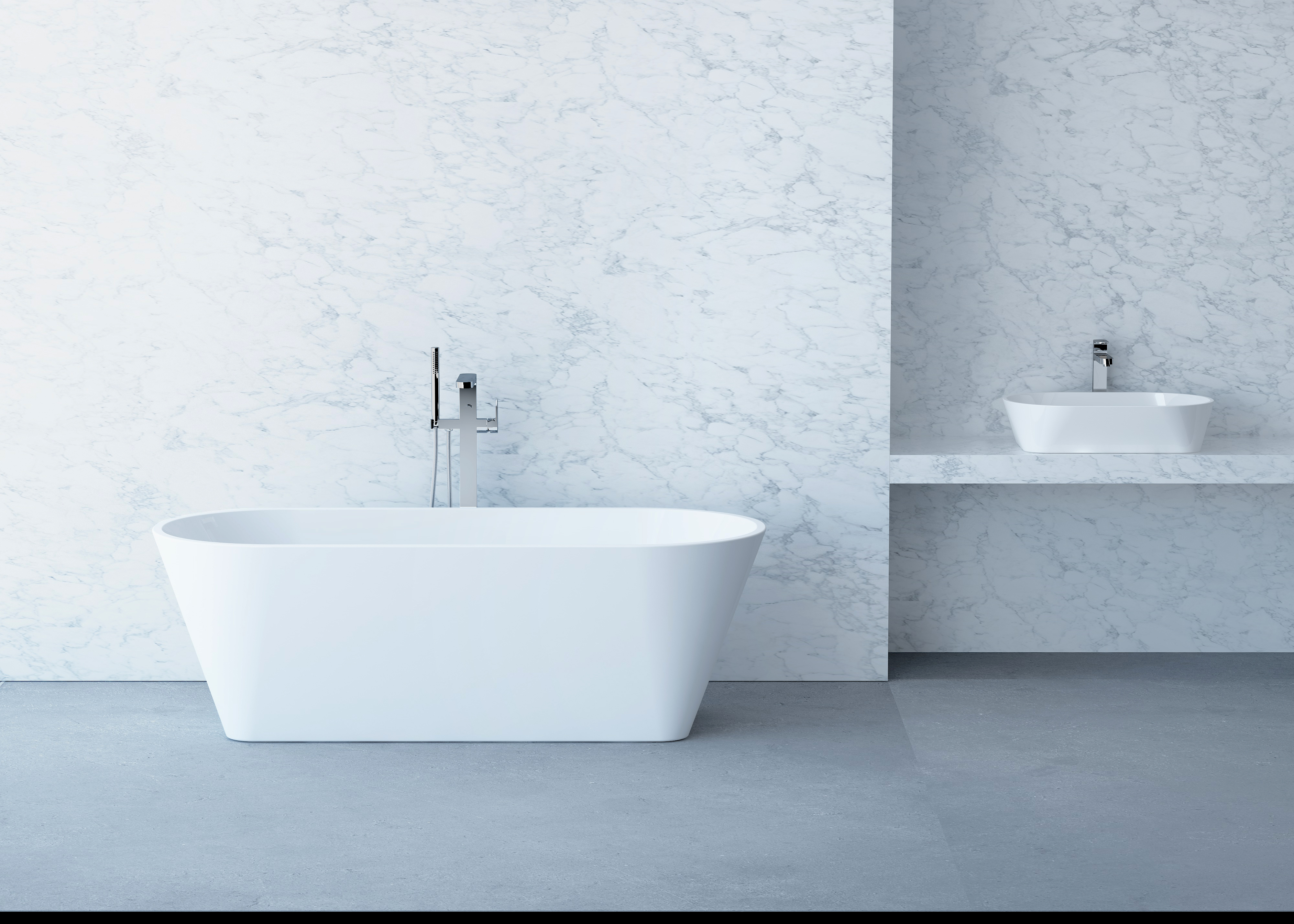
Vana Solo

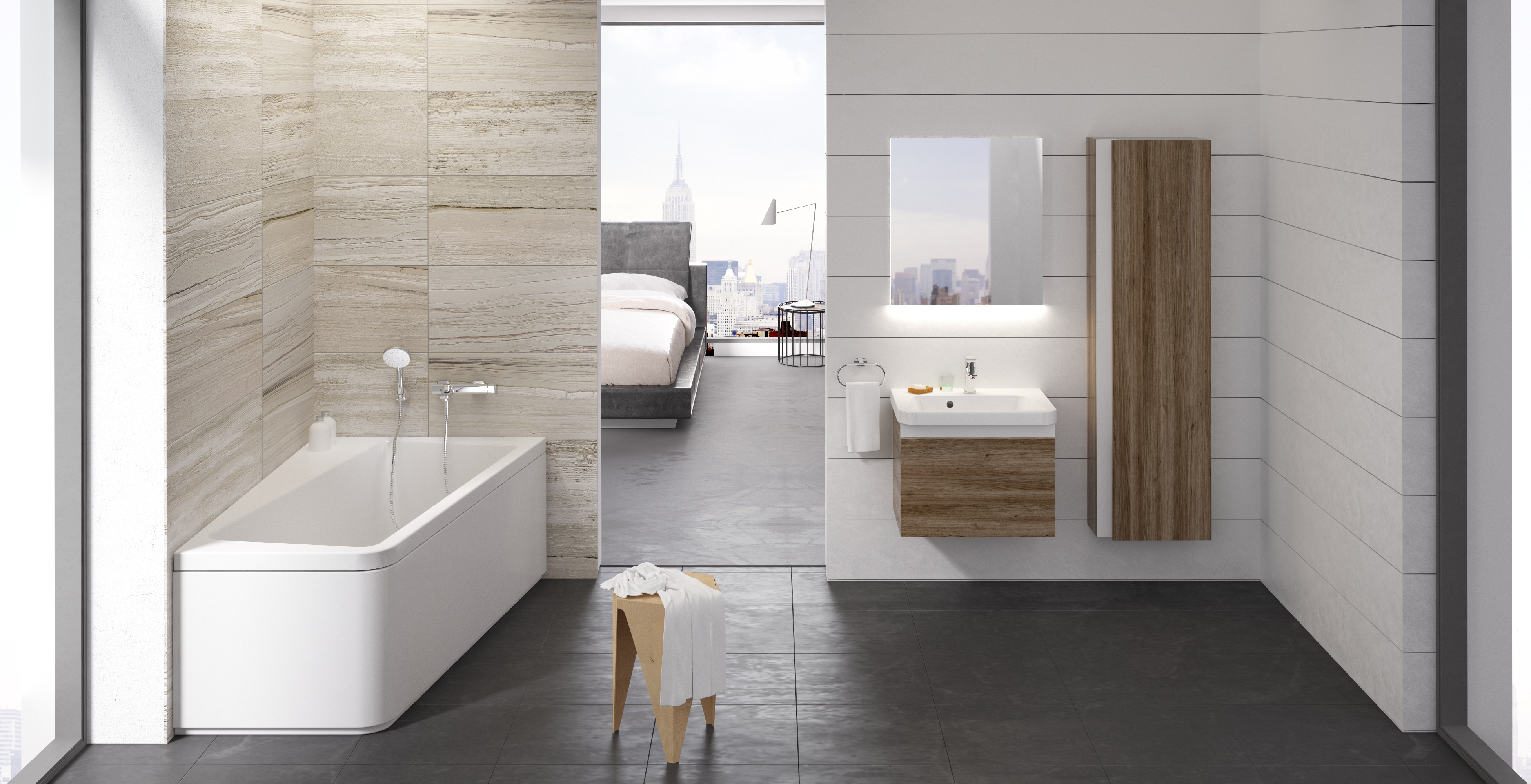
Koncept 10°
- Red Dot Design Award 2015[20]
- IF  design award 2016[21]

Umyvadla na desku Moon
- Red Dot Design Award 2015[20]
- IF  design award 2016[21]

Vana Solo
- Red Dot Design Award 2015[20]
- IF  design award 2016[21]

Vodovodní baterie Puri
- Red Dot Design Award 2015[20]
- IF  design award 2016[21]